# Atavismus
Atavismus (mn. č. atavismy, z lat. atavus, prapředek) je rys nebo znak, biologickou nebo kulturní evolucí už překonaný a vymizelý, který se však znovu objeví jako výjimka.

## V biologii

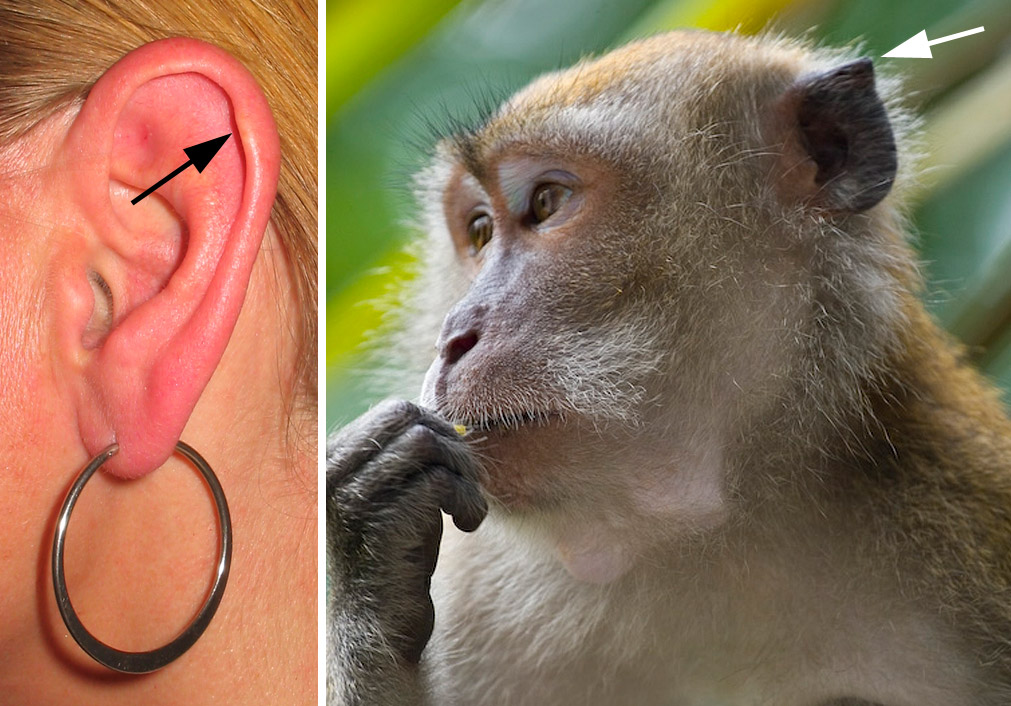
Darwinův hrbolek na lidském uchu a porovnání se strukturou na uchu primátů (makak jávský), se kterou je Darwinův hrbolek spojován

Atavismus je v biologii znak, který v průběhu evoluce zmizel, ale u některých jedinců daného druhu se výjimečně opět objeví. Atavismem může být např. objevení se ocasu u člověka nebo nohou u velryby, delfína nebo hada. Typickým atavismem je lidský Darwinův hrbolek. Okvětní lístky plnokvětých rostlin, vzniklé z tyčinek, se někdy vrací k formě tyčinek. Příčinou je stálá přítomnost genů pro atavistický orgán, které však normálně nejsou aktivovány a neprojeví se na fenotypu většiny jedinců, výjimečně se však mohou uplatnit. Tak lidské embryo v jistém stádiu vývoje vykazuje zřetelný ocas, který se v pozdějším vývoji ztratí, ale výjimečně přetrvá. Někteří sociální darwinisté se snažili ukázat, že "primitivové", případně také zločinci, vykazují mnoho atavistických rysů. Od atavismu je třeba odlišovat rudimenty, zakrslé pozůstatky dříve funkčních orgánů, které se však vyskytují v celé populaci.

## Ve společenských vědách
Jako atavismus v širším slova smyslu se označuje často nečekaný návrat dávno zapomenutých způsobů chování, které v současné společnosti ztratily původní význam. S jistou nadsázkou lze třeba rybářskou nebo houbařskou vášeň pokládat za atavismus, pozůstatek chování dávných lovců a sběračů. Ekonom Friedrich August von Hayek ku příkladu označil za atavismus představu sociální spravedlnosti, jako návrat ke kmenově organizované společnosti. Podle některých autorů je příkladem atavismu válka. 